# تپه قلعه ازناب
تپه قلعه ازناب مربوط به دوران‌های تاریخی پس از اسلام است و در شهرستان بوئین‌زهرا، بخش آوج، روستای ازناب واقع شده و این اثر در تاریخ ۱۹ اسفند ۱۳۸۰ با شمارهٔ ثبت ۴۸۲۰ به‌عنوان یکی از آثار ملی ایران به ثبت رسیده است.